# Selección de fútbol sub-23 de Israel
La Selección de fútbol sub-23 de Israel es el equipo que representa al país en Fútbol en los Juegos Olímpicos.
La selección israelí clasificó a los Juegos Olímpicos París 2024.

## Resultados

### Juegos Olímpicos
Reglas
- 1996–presente: Selecciones nacionales sub-23 (con tres jugadores "sin límite de edad" permitidos, después de un acuerdo entre la FIFA y la COI).

Nota
- No se celebró ningún torneo en los 1932.

| Récord de los Juegos Olímpicos | Récord de los Juegos Olímpicos | Récord de los Juegos Olímpicos | Récord de los Juegos Olímpicos | Récord de los Juegos Olímpicos | Récord de los Juegos Olímpicos | Récord de los Juegos Olímpicos | Récord de los Juegos Olímpicos | Récord de los Juegos Olímpicos | Récord de los Juegos Olímpicos | Récord de los Juegos Olímpicos |
| Año                            | Edición                        | Resultado                      | Pos.                           | PJ                             | PG                             | PE                             | PP                             | GF                             | GC                             |                                |
| ------------------------------ | ------------------------------ | ------------------------------ | ------------------------------ | ------------------------------ | ------------------------------ | ------------------------------ | ------------------------------ | ------------------------------ | ------------------------------ | ------------------------------ |
| 1900                           | Paris                          | No clasificó                   | No clasificó                   | No clasificó                   | No clasificó                   | No clasificó                   | No clasificó                   | No clasificó                   | No clasificó                   |                                |
| 1904                           | San Luis                       | No clasificó                   | No clasificó                   | No clasificó                   | No clasificó                   | No clasificó                   | No clasificó                   | No clasificó                   | No clasificó                   |                                |
| 1908                           | Londres                        | No clasificó                   | No clasificó                   | No clasificó                   | No clasificó                   | No clasificó                   | No clasificó                   | No clasificó                   | No clasificó                   |                                |
| 1912                           | Estocolmo                      | No clasificó                   | No clasificó                   | No clasificó                   | No clasificó                   | No clasificó                   | No clasificó                   | No clasificó                   | No clasificó                   |                                |
| 1920                           | Amberes                        | No clasificó                   | No clasificó                   | No clasificó                   | No clasificó                   | No clasificó                   | No clasificó                   | No clasificó                   | No clasificó                   |                                |
| 1924                           | Paris                          | No clasificó                   | No clasificó                   | No clasificó                   | No clasificó                   | No clasificó                   | No clasificó                   | No clasificó                   | No clasificó                   |                                |
| 1928                           | Amsterdam                      | No clasificó                   | No clasificó                   | No clasificó                   | No clasificó                   | No clasificó                   | No clasificó                   | No clasificó                   | No clasificó                   |                                |
| 1936                           | Berlín                         | No clasificó                   | No clasificó                   | No clasificó                   | No clasificó                   | No clasificó                   | No clasificó                   | No clasificó                   | No clasificó                   |                                |
| 1948                           | Londres                        | No clasificó                   | No clasificó                   | No clasificó                   | No clasificó                   | No clasificó                   | No clasificó                   | No clasificó                   | No clasificó                   |                                |
| 1952                           | Helsinki                       | No clasificó                   | No clasificó                   | No clasificó                   | No clasificó                   | No clasificó                   | No clasificó                   | No clasificó                   | No clasificó                   |                                |
| 1956                           | Melbourne                      | No clasificó                   | No clasificó                   | No clasificó                   | No clasificó                   | No clasificó                   | No clasificó                   | No clasificó                   | No clasificó                   |                                |
| 1960                           | Roma                           | No clasificó                   | No clasificó                   | No clasificó                   | No clasificó                   | No clasificó                   | No clasificó                   | No clasificó                   | No clasificó                   |                                |
| 1964                           | Tokio                          | No clasificó                   | No clasificó                   | No clasificó                   | No clasificó                   | No clasificó                   | No clasificó                   | No clasificó                   | No clasificó                   |                                |
| 1968                           | Ciudad de México               | Cuartos de final               | 5°                             | 4                              | 2                              | 1                              | 1                              | 9                              | 7                              |                                |
| 1972                           | Munich                         | No clasificó                   | No clasificó                   | No clasificó                   | No clasificó                   | No clasificó                   | No clasificó                   | No clasificó                   | No clasificó                   |                                |
| 1976                           | Montreal                       | Cuartos de final               | 6°                             | 4                              | 0                              | 3                              | 1                              | 4                              | 7                              |                                |
| 1980                           | Moscú                          | No clasificó                   | No clasificó                   | No clasificó                   | No clasificó                   | No clasificó                   | No clasificó                   | No clasificó                   | No clasificó                   |                                |
| 1984                           | Los Angeles                    | No clasificó                   | No clasificó                   | No clasificó                   | No clasificó                   | No clasificó                   | No clasificó                   | No clasificó                   | No clasificó                   |                                |
| 1988                           | Seúl                           | No clasificó                   | No clasificó                   | No clasificó                   | No clasificó                   | No clasificó                   | No clasificó                   | No clasificó                   | No clasificó                   |                                |
| 1992                           | Barcelona                      | No clasificó                   | No clasificó                   | No clasificó                   | No clasificó                   | No clasificó                   | No clasificó                   | No clasificó                   | No clasificó                   |                                |
| 1996                           | Atlanta                        | No clasificó                   | No clasificó                   | No clasificó                   | No clasificó                   | No clasificó                   | No clasificó                   | No clasificó                   | No clasificó                   |                                |
| 2000                           | Sídney                         | No clasificó                   | No clasificó                   | No clasificó                   | No clasificó                   | No clasificó                   | No clasificó                   | No clasificó                   | No clasificó                   |                                |
| 2004                           | Atenas                         | No clasificó                   | No clasificó                   | No clasificó                   | No clasificó                   | No clasificó                   | No clasificó                   | No clasificó                   | No clasificó                   |                                |
| 2008                           | Beijing                        | No clasificó                   | No clasificó                   | No clasificó                   | No clasificó                   | No clasificó                   | No clasificó                   | No clasificó                   | No clasificó                   |                                |
| 2012                           | Londres                        | No clasificó                   | No clasificó                   | No clasificó                   | No clasificó                   | No clasificó                   | No clasificó                   | No clasificó                   | No clasificó                   |                                |
| 2016                           | Rio de Janeiro                 | No clasificó                   | No clasificó                   | No clasificó                   | No clasificó                   | No clasificó                   | No clasificó                   | No clasificó                   | No clasificó                   |                                |
| 2020                           | Tokio                          | No clasificó                   | No clasificó                   | No clasificó                   | No clasificó                   | No clasificó                   | No clasificó                   | No clasificó                   | No clasificó                   |                                |
| 2024                           | París                          | Fase de grupos                 | 15°                            | 3                              | 0                              | 1                              | 2                              | 3                              | 6                              |                                |
| Total                          | Total                          |                                | 3/28                           | 11                             | 2                              | 5                              | 4                              | 16                             | 20                             |                                |